# 桜井邦雄
桜井 邦雄（さくらい くにお、1949年10月10日 - ）は、日本の国土交通技官。気象庁長官を務めた。

## 来歴・人物
兵庫県出身。1972年に京都大学理学部を卒業し、同年4月に気象庁に入庁。2003年4月に札幌管区気象台長、2004年4月に地震火山部長、2006年4月に予報部長を経て、2009年4月から2011年1月までに長官を務めた。
2019年11月に瑞宝重光章を受章。